# NGC 3317
NGC 3317 est constitué de trois étoiles rapprochées située dans la constellation de l'Hydre.
L'astronome américain Edward P. Austin a enregistré la position de ces trois étoiles le 19 janvier 1828